# 281068 Chipolin
281068 Chipolin è un asteroide della fascia principale. Scoperto nel 2006, presenta un'orbita caratterizzata da un semiasse maggiore pari a 3,1189081 au e da un'eccentricità di 0,0864434, inclinata di 16,86508° rispetto all'eclittica.
L'asteroide è dedicato al regista taiwanese Chi Po-lin.